# جوليا براي
جوليا مارغريت براي هي عالمة بريطانية في الدراسات الشرقية ومتخصصة في الأدب العربي المبكر في فترة العصور الوسطى...